# Lindie Roux
Lindie Roux (ur. 17 czerwca 1984) – południowoafrykańska lekkoatletka, specjalizująca się w skoku o tyczce.

## Osiągnięcia
- brązowy medal mistrzostw Afryki (Bambous 2006)
- medalistka mistrzostw kraju

## Rekordy życiowe
- skok o tyczce – 4,05 (2005)